# Jean Antoine Soulier
Pour les articles homonymes, voir Soulier (homonymie).
 (décembre 2019).
Si vous disposez d'ouvrages ou d'articles de référence ou si vous connaissez des sites web de qualité traitant du thème abordé ici, merci de compléter l'article en donnant les références utiles à sa vérifiabilité et en les liant à la section « Notes et références ».
Jean Antoine Soulier, né le 19 février 1766 à Ganges (Languedoc), mort le 14 avril 1835 à Ganges (Hérault), est un général français de la Révolution et de l’Empire.

## Biographie
Jean Antoine Soulier naît le 19 février 1766 à Ganges, en Languedoc, et est baptisé le 27 février suivant. Il est le fils de Jean-Jacques Soulier et de son épouse, Marie Isabeau Poujade. 
Il entre en service le 2 octobre 1791, comme capitaine dans le 1er bataillon de volontaires de l’Hérault, et de 1792 à l’an V, il fait les campagnes aux armées du Var, d’Italie et d’Helvétie. Il se trouve aux affaires de Gilette les 18 et 19 octobre 1793, de Millesimo le 13 avril 1796, ainsi qu’à la bataille de Lodi le 10 mai 1796. Il est blessé d’une balle qui lui traverse la cheville du pied droit le 3 août 1796 à la bataille de Lonato.
Il embarque à Toulon le 19 mai 1798, avec sa demi-brigade pour la Campagne d'Égypte, il prend part au siège et à la reddition de Malte, ainsi qu’à la prise d'Alexandrie le 2 juillet 1798. Il se comporte brillamment aux batailles de Chebreiss le 13 juillet, des Pyramides le 21 juillet, et lors de la Révolte du Caire le 21 octobre. L’année suivante, il fait partie de l’expédition en Syrie, et il se trouve au Siège d'El Arish du 8 au 19 février 1799, à celui de Jaffa du 3 au 7 mars 1799, puis au siège de Saint-Jean-d'Acre, et à la Bataille du Mont-Thabor le 16 avril 1799. Il est élevé au grade de chef de bataillon le 17 août 1799, et le 20 mars 1800, il prend part à la bataille d’Héliopolis. À l’issue de la bataille, le général en chef lui donne le commandement de la province et de la ville de Mansourah, il est blessé d’un coup de pierre à la tête et fait prisonnier le 21 mars 1801, à la Bataille de Canope.
De retour en France après la paix de Lunéville, il reçoit le commandement du dépôt de l’armée d’Orient établi à Nîmes, puis il rejoint son régiment dans la 1re division militaire. Il est nommé chef de brigade le 30 décembre 1802, à la 10e demi-brigade d’infanterie, puis il est fait chevalier de la Légion d’honneur le 11 décembre 1803, et officier de l’ordre le 14 juin 1804. Affecté à l’armée d’Italie, il se signale le 24 novembre 1805, à la bataille de Castelfranco, puis il passe à l’armée de Naples en 1806. 
Il est promu général de brigade le 6 août 1811, et il est envoyé au corps d’observation de réserve en Espagne. Peu après, il prend le commandement de la Navarre. Le 5 février 1812, à la tête d’une colonne mobile de 1 300 hommes d’infanterie, de 180 chevaux et de 2 pièces de canon, il est attaqué à Sangüesa par le général Mina, qui dispose de 5 000 fantassins, 1 000 chevaux et 2 canons. Il soutient pendant plusieurs heures un combat opiniâtre, met 840 hommes hors de combat, et se replie après avoir épuisé toutes ses munitions. Il a reçu pendant cette bataille 2 coups de feu au bras droit. Le 27 août 1812, il prend part au siège et à la prise de Bilbao.
Il est créé baron de l’Empire le 1er janvier 1813, et il est élevé au grade de commandeur de la Légion d’honneur le 28 juin suivant. Le 25 août 1813, il est envoyé au corps d’observation de l’armée d’Italie, et il suit toutes les opérations de cette armée au Tyrol ainsi que lors de sa retraite sur le Tagliamento. Le 19 octobre 1813, sa brigade est en position à Ospedaletto (Gemona del Friuli) (it), lorsqu’il reçoit l’ordre de se replier sur San Daniel, et au moment où il atteint cette position, il est attaqué par des forces supérieures, mais il réussit, presque sans perte, sous la protection du fort d’Osoppo, à passer le Tagliamento, et à s’établir à Spilimbergo. Le 11 février 1814, il commande la 1re brigade de la 3e division d’infanterie du général Gratien à l’armée de réserve d’Italie.
De retour en France le 20 juin 1814, le roi Louis XVIII, le fait chevalier du Mérite militaire le 10 décembre 1814. Pendant les Cent-Jours, il est mis à la disposition du général Delaroche, chargé de l’organisation et du commandement des gardes nationales de la 7e division militaire.
Rentré sans ses foyers à l’issue du licenciement de l’armée, il est mis en non activité le 1er août 1815. Les 18 mai et 20 juin 1818, il reçoit du nouveau roi de Naples, les titres de chevalier et de commandeur de l’Ordre royal des Deux-Siciles, comme un témoignage de sa satisfaction pour la modération qu’il a montrée lors de son séjour dans les provinces napolitaines, où il a exercé un commandement. Il est compris comme disponible dans le cadre de l’état-major général de l’armée le 30 décembre 1818, et il est admis à la retraite le 1er janvier 1825.
Il meurt le 14 avril 1835 à Ganges.

## Armoiries
| Figure | Nom du baron et blasonnement |
| ------ | --- |
|        | Armes du baron Jean Antoine Soulier et de l'Empire, décret du 15 août 1810, lettres patentes du 1er janvier 1813, commandeur de la Légion d'honneur D'argent à l'épée en pal de gueules, chargée d'une fasce d'azur à trois étoiles d'or ; franc-quartier des barons tirés de l'armée, brochant au neuvième de l'écu - Livrées : blanc, bleu, rouge, jaune. |